# Petr Zhoř
Petr Zhoř (* 30. ledna 1948, Praha) je český fotograf.

## Život
Narodil se v Praze v rodině učitele a magistry farmacie. Matka ho již v mládí zasvětila do vyvolávání černobílých fotografií. Do svých 22 let žil ve Vsetíně kde pro nedostatek jiných možností absolvoval středoškolská studia na tamní strojní průmyslovce a roku 1963 se začal věnovat fotografování. Vystřídal pak různá zaměstnání v továrně, pracoval jako asistent kamery v brněnské televizi a jako recepční ve sportovním areálu v Hostivaři.
V letech 1975–1979 pracoval jako reklamní fotograf na volné noze. Nebyl členem Fondu výtvarných umělců ani SČVU a když kvůli změně předpisů tuto možnost obživy ztratil, přihlásil se ke studiu na Filmové a televizní fakultě Akademie múzických umění v Praze. Roku 1984 absolvoval v oboru umělecká fotografie u prof. Jaroslava Rajzíka a prof. Jána Šmoka.
Petr Zhoř žije a pracuje v Praze. Je členem Asociace profesionálních fotografů České republiky a členem FotoFora Praha.

## Dílo
Petr Zhoř se od 70. let věnoval barevné reprodukci výtvarných děl na velkoformátové diapozitivy a stal se mezi umělci vyhledávaným fotografem. Byl spoluautorem desítek publikací věnovaných výtvarnému umění. Jeho hlavní profesí se později stalo fotografování interiérů a architektury pro odborné časopisy. Fotografuje často portréty výtvarníků, se kterými spolupracuje, v menší míře se věnuje i reklamní fotografii.
Ve své volné tvorbě Zhoř při zpracování fotografií užívá techniku dvojího tónování. Charakteristická je pro něj také kresba světlem a dvojexpozice negativu, to vše často na pozadí nočního města. Snímky označuje pouze číslem negativu a záměrně je nepojmenovává. Používá inscenační princip v montážích, které kombinují lidskou tvář, loutky, masky a figuríny s drátěnými konstrukcemi. Sterilní kulisy umělého životního prostoru představuje neosobní klec bytu nebo přízračné panoráma sídlištních paneláků. Masky nebo figuríny, nahrazující lidské modely a uzavřené v prostoru interiéru vyjadřují pocit odcizení a existenciální trauma.

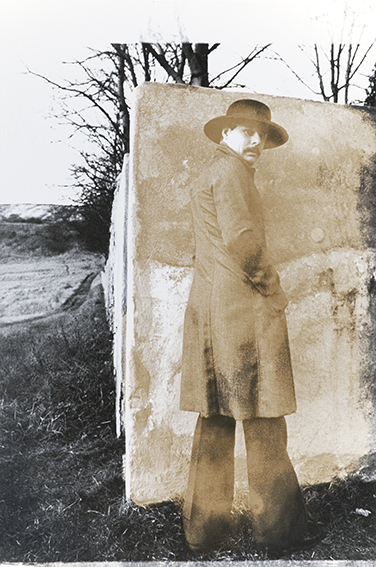
Petr Zhoř, No 2 166, 1975
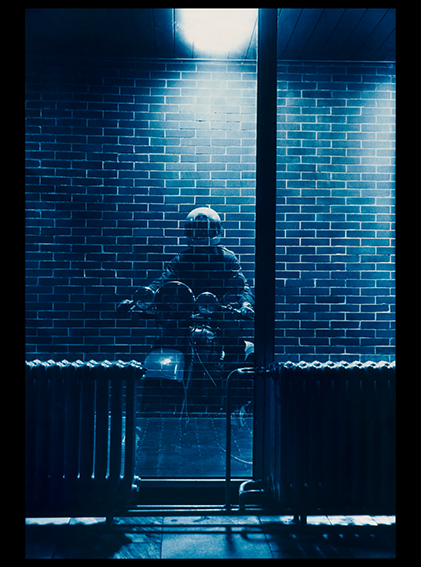
Petr Zhoř, No 8 010, 1983
Petr Zhoř, No 12 213, 1985
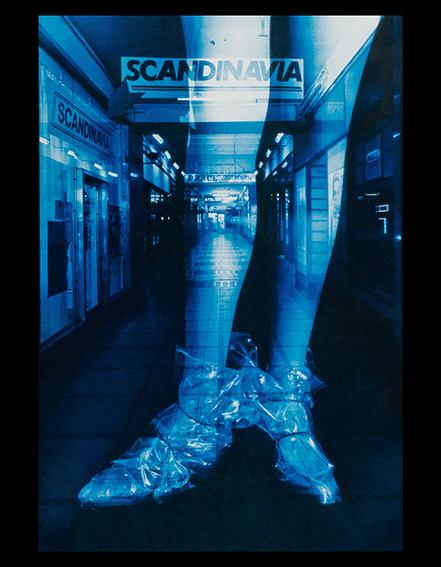
Petr Zhoř, No 24 510, 1992
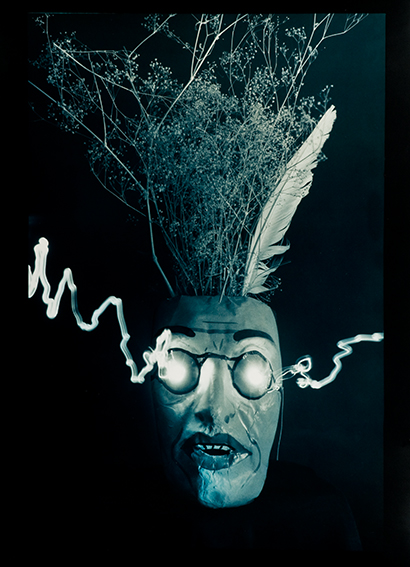
Petr Zhoř, No 25 219, 1995
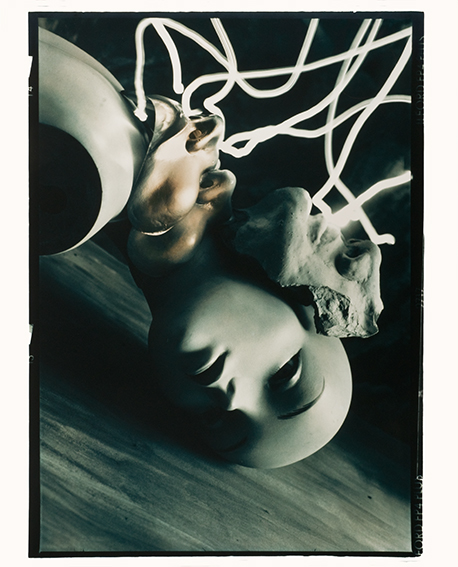
Petr Zhoř, No 25 821, 1998-1
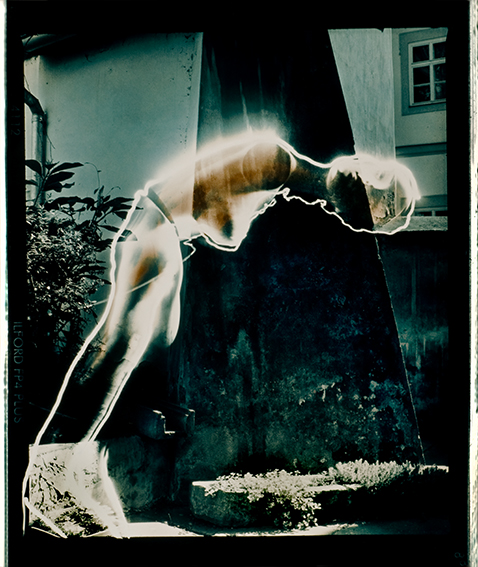
Petr Zhoř, No 30 835, 2004

Zjevná odlidštěnost figurín a bezútěšnost městského panoramatu, kde postavy lidí nahrazují pouze světla aut, inspiruje některé teoretiky nad Zhořovými fotografiemi k obecným úvahám na téma manipulace člověka administrativním nebo politickým aparátem nebo úzkosti zmechanizovaného věku technokratické civilizace, která ve skutečnosti začíná totalizovat veškerý život.
Některé Zhořovy fotografie působí jako reminiscence surrealismu a jsou obrazem skrytých magických dějů. Figuríny simulují skutečné mezilidské vztahy a mámí svou fyzickou dokonalostí, ale jejich objetí je chladné. Pro autora je typické zastření hranice mezi realitou a skrytou podobou a často není možné rozlišit přechody mezi tělem a maskou. Lineární kresby světlem, které sledují obrys, připomínají světelné instalace Zdeňka Pešánka.

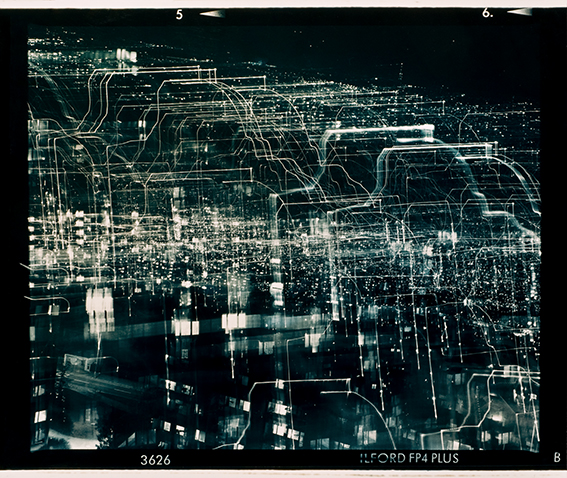
Petr Zhoř, No 30 129, 2002
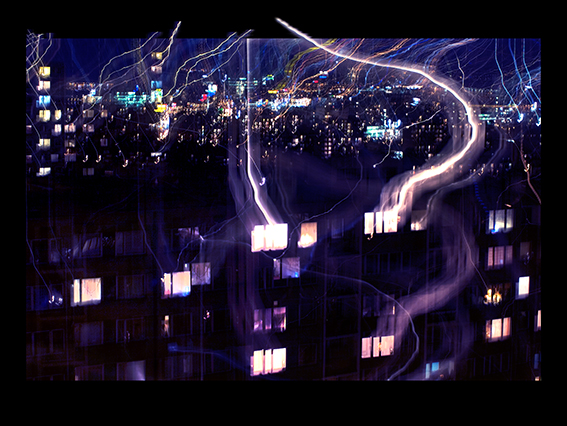
Petr Zhoř, No 30 569, 2007
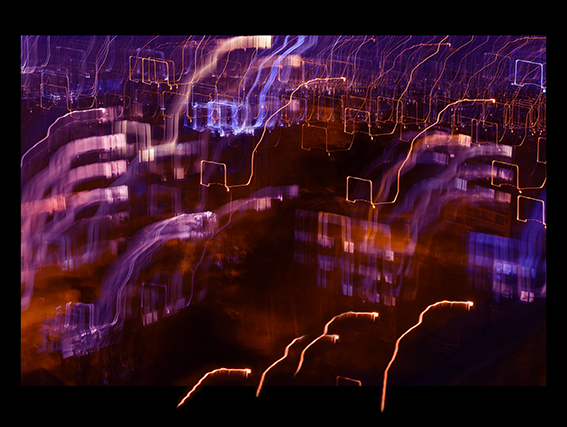
Petr Zhoř, No 30 644, 2016
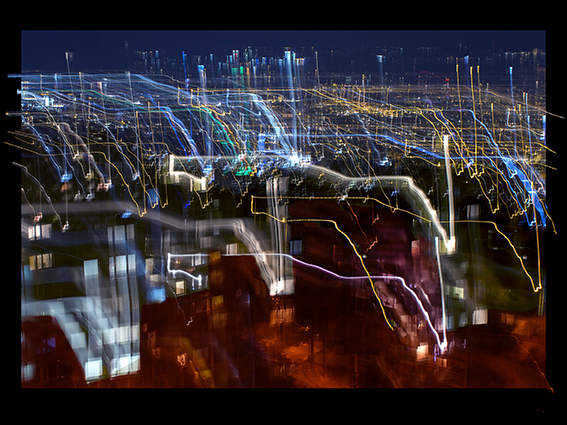
Petr Zhoř, No 30 675, 2018

### Zastoupení ve sbírkách
- La Maison Européenne de la Photograhie, Paříž
- Moravská galerie v Brně
- Národní galerie v Praze
- Pražský dům fotografie
- Slezské zemské muzeum, Opava
- Uměleckoprůmyslové museum, Praha
- Victoria and Albert Museum, Londýn
- International Art Collection Junij, Ljubljana
- soukromé sbírky doma i v zahraničí

### Publikace (výběr)
- Michael Rittstein (monografie), Orbis Pictus, Praha 1993
- Prague, passages et galeries – institut Francais d’architecture, Norma 1994 – s J.R. Rudou a P. Štechou
- Oldřich Kulhánek, monografie, Akropolis, Praha 1997
- Petr Pavlík, Poutnice/Girl Pilgrim, monografie, Gallery, Praha 2000
- Michael Rittstein, Vlhkou stopou/Amoist trail, monografie, Gallery, Praha 2008
- Petr Zhoř – Fotografie No..., monografie, KANT, Praha 2019

### Výstavy

#### Autorské
- 1969 UVA Vsetín (s J. Hrubým a J. R. Dudou)
- 1973 Kabinet fotografie Jaromíra Funkeho, Brno
- 1974 Fotochema Praha (s J. R. Dudou)
- 1975 Stadtgalerie Wolfsburg (s J. R. Dudou)
- 1976 Warszawa, Kraków
- 1977 Petr Zhoř: Fotografie, Muzeum Jana Amose Komenského, Uherský Brod
- 1977 Wrocław, Bydgoszcz
- 1985 Petr Zhoř: Fotografie, Výstavní síň Fotochema, Praha
- 1990 Sesto Fiorentino (s J. R. Dudou a J. Šibíkem)
- 1990 Blues Clair, Montreal
- 1991 Středočeské muzeum, Roztoky u Prahy (CS)
- 1992 Archa Zlín
- 1992 Petr Zhoř: Fotografie, Galerie Caesar, Olomouc
- 1993 galerie Sklep, Kroměříž
- 1994 Petr Zhoř: Fotografie, Malá galerie České spořitelny, Kladno
- 1995 Petr Zhoř: Otisky, Městské divadlo, Kolín
- 1996 Divadlo Rubín, Praha
- 1996 Petr Zhoř: Foto/grafie, Galerie Gravitace, Litomyšl
- 1998 Petr Zhoř: 50, Divadlo Rubín, Praha
- 1998 Galerie G4, Cheb
- 2000 Petr Zhoř: Otisky, Galerie Mona Lisa, Olomouc
- 2001 Divadlo Archa, Praha
- 2002 Petr Zhoř: Fotografie No..., Pražský dům fotografie
- 2003 Petr Zhoř: Fotografie No..., galerie Stará radnice, Vsetín
- 2005 Petr Zhoř: Noc, Malá galerie České spořitelny, Kladno
- 2007 Galerie Sukovo, Vyšetice
- 2008 Petr Zhoř: Nokturna a jiné... Galerie FOMA Bohemia, Hradec Králové
- 2008 Petr Zhoř: Portréty, Galerie Stará radnice, Vsetín
- 2009 Petr Zhoř: Portréty, Mona Lisa, Olomouc
- 2010 Petr Zhoř: Na Moravu se jezdilo přes Žižkov, Poštovní minigalerie, Praha
- 2012 Petr Zhoř: Fotografie No... a jiné, Galerie 4 - Galerie fotografie, Cheb
- 2013 Petr Zhoř: Světlo a tváře, Topičův klub Topičova salonu, Praha
- 2014 Petr Zhoř: Portréty, Viniční altán, Grébovka, Praha, Malá galerie České spořitelny, Kladno
- 2015 Galerie sv. Jan, Slapy nad Vltavou
- 2018 Petr Zhoř: Magické siločáry, Mona Lisa, Olomouc

#### Kolektivní
- 1973 – Čs. fotografie 71–72, Moravská galerie, Brno
- 1982 – Aktuální fotografie, Moravská galerie, Brno
- 1983 – Divadelní fotografie, Fotochema, Praha
- 1985 – Fotografie studentů FAMU: CILECT, Thermal, Karlovy Vary
- 1985 – Fotografie studentů FAMU: Dům pánů z Kunštátu, Brno, Gerrit Rietveld Akademie, Amsterdam, Fotografijos galerija, Kaunas, Litva, UPM, Praha, Galerie Arena, Arles, Francie
- 1986 – Junge tschechoslowakische Fotografen, Fabrik-Foto-Forum, Hamburg, Německo
- 1986 – Tělo v čs. fotografii – Muzeum Kroměřížska, Kroměříž
- 1987 – International Art Collection Junij, Ljubljana, Slovinsko
- 1987 – Fotograf jako inscenátor, Galeria BWA, Gorzów, Polsko
- 1988 – Selection de photos de la collection Junij, Paris, Francie
- 1989 – Czechoslovak Fine Art Photographs in the 1980’s, Obuda Cultural Center, Budapest
- 1989 – Cesty československé fotografie, Dům U Kamenného zvonu, Praha
- 1989 – Salon užitého umění pražských umělců, Výstaviště, Praha
- 1989 – Another Side of Photography, Gerrit Rietveld Academy, Amsterdam, Holandsko
- 1989 – Čs. fotografie 1945–89, Valdštejnská jízdárna, Praha
- 1989 – Výtvarní umělci ve fotografii, Anežský klášter, Praha
- 1989 – Československý listopad 1989, Praha, Wien, Rakousko, Lausanne, Švýcarsko
- 1990 – Česká symbolika, ÚLUV, Praha
- 1991 – The Wall/the Fall, Shwayder Art Gallery, Denver (USA)
- 1993 – Jména PHP, Pražský dům fotografie, Praha
- 1993 – Akt, Národní technické museum, Praha
- 1993 – Funkeho Kolin, Test fotografie, Městské divadlo, Kolín
- 1993 – Czech and Slovak Photography between the wars to the present, Fitchburg Art Museum (USA), The Boston Athenaeum, Middlebury College Museum Of Art (USA)
- 1994 – Česká fotografie 1989–94, Mánes, Praha
- 1994, 1995, 1997 – Jména PHP, Pražský dům fotografie, Praha
- 1997 – Detail, Národni technické muzeum, Praha
- 1997 – Naposledy na staré adrese – Last Time At the Old Adress, PHP, Praha
- 1999 – Listopad 89, Staroměstská radnice, Praha
- 1999 – Německý exodus, Praha, Berlin, München, Německo
- 2000 – Akt v české fotografii, Pražský hrad, Praha
- 2000 – Pražské pasáže, Pražský hrad, Praha
- 2001 – Akt v česke fotografii, Muzeum umění Olomouc
- 2001 – Experimentální krajina, Severočeské museum, Malá výstavní síň, Liberec
- 2001 – Malostranské figurky, Obecní galerie Beseda, Praha
- 2002 – Po potopě – Fotografie z letošních povodní v Čechách, Mánes, Praha
- 2002 – Akt v české fotografii, Moskva, Paris, Aachen, 2003 Poznań, Wrocław
- 2002 – Zvíře, Obecní galerie Beseda, Praha
- 2004 – Hudba ve výtvarném umění, Regionálni muzeum, Kolin
- 2004 – Malostranské dvorky, Obecní galerie Beseda, Praha
- 2004 – Akt v české fotografii 1960–2000, Dům uměni, Opava
- 2004 – Autoportrét, Malá galerie České spořitelny, Kladno
- 2004 – Rok 1989 očima fotografů, Staroměstská radnice, Praha
- 2005 – Zatiší s jídlem, Obecní galerie Beseda, Praha
- 2005 – The Nude in Czech Photography 1960–2000, Technopolis of the City of the Athens, Řecko
- 2005 – Festival grafiky a fotografie Máchovy Litoměřice, Galerie Ve dvoře, Litoměřice
- 2005 – Česká fotografie 20. století, Městská knihovna, Galerie hlavního města Prahy
- 2006 – Autoportrét ve fotografii, Galerie Františka Drtikola, Příbram
- 2006 – His Master’s Freud, Galerie Mona Lisa, Olomouc
- 2008 – Výběr AF 2007, Diamant galerie S.V.U. Mánes, Praha
- 2009 – 1989 očima fotografů, Křížova chodba Staroměstské radnice, Praha
- 2009 – Příjemné závislosti, Moravská galerie, Brno
- 2009 – 2010 – PraguePhoto, Mánes, Praha
- 2012 – PraguePhoto, DOX, Praha
- 2012 – Vanitas, Galerie Millennium, Praha
- 2014 – Detail 27x, APF, Galerie 10, Praha 10
- 2014 – Pražské pasáže, Fakulta architektury ČVUT, Praha
- 2014 – Dvojexpozice, sbírka PHP, GHMP, Praha
- 2015 – 30 let Galerie 4, Art Centrum Galerie 4, Cheb
- 2018 – Tělo jako znak, APF, Czech Photo Centre, MFMOM, Jindřichův Hradec, Zámek Průhonice

### Film
- Generace '70, námět, scénář, režie Vladimír Kabelík ml.[7]

#### Katalogy
- Petr Zhoř, text Stanislava Poláková, Muzeum Jana Amose Komenského, Uherský Brod 1977
- Petr Zhoř, text Anna Fárová, Výstavní síň Fotochema, Praha 1985
- Petr Zhoř: Fotografie, Malá galerie České spořitelny, Kladno 1994
- Petr Zhoř: Foto/grafie, Galerie Gravitace, Litomyšl 1996

### Souborné publikace
- Antonín Dufek, Černobílá fotografie, Odeon, Praha 1987
- Daniela Mrázková – V. Remeš: Jakou barvu má domov, MF, Praha 1988
- Daniela Mrázková – V. Remeš: Cesty československé fotografie, MF, Praha 1989
- Daniela Mrázková, Co je fotografie. 150 let fotografie, Mánes, Praha 1989, ISBN 80-7024-004-0
- Době navzdory, Orbis Pictus, Praha 1990
- Kdo je kdo v České republice 1991/92, Modrý jezdec, Praha 1991
- Encyklopedie českých a slovenských fotografů, ASCO, Praha 1993
- Co je to fotografie. 150 let čs. fotografie. Videopress. Praha 1989
- Jistota a hledání v současné české fotografii, Vl. Birgus, 1996, Katalog výstavy
- V. Birgus, J. Mlčoch: Akt v české fotografii, KANT, Praha 2001
- Kdo je kdo, osobnosti české současnosti, 5000 životopisů, Kdo je kdo, Praha 2002
- V. Birgus, J. Mlčoch: Česká fotografie 20. století, KANT, Praha 2009
- Pražský dům fotografie, 25 let PHP, FotoForum, Praha 2016
- Daniela Mrázková: Osudové chvíle Československa, Czech Top Photo, Praha 2018

#### Články
- A. Dufek: Zhoř ve Funkově kabinetu, Výtvarnictvo-fotografia-film, 1973, č. 7
- Birgus: Petr Zhoř, Tvorba, 1991, č. 34-35
- Zdeněk Freisleben: Imaginativní soustředěnost, Atelier, 1996, č. 11
- P. Blahotová: Fotografie plné tajemství (rozhovor), Domov, 1996, č. 3
- Josef Pecák: Dvojí tónování Petra Zhoře, Fotografie magazín, 1998, č. 4, s. 13-20
- Michal Janata: Biomechanika aneb figuríny místo lidí, Atelier, 1998, č. 6
- M. Janata: Pestré podoby zaměnitelnosti, Fotografie magazin 8/2002, str. 16-17
- M. Janata: Petr Zhoř – Rej čar a zmar zraku, FotoVideo 2013, č. 2
- M. Janata: Petr Zhoř - Portréty, FotoVideo, 2014, č.5